# Cineastas contra magnates
Cineastas contra magnates es una película documental, dirigida en el año 2005 por Carlos Benpar y presentada por Marta Belmonte.

## Argumento
Documental sobre las alteraciones que el medio audiovisual ha incluido en la cinematografía, desde el cambio de velocidad de las películas mudas hasta el coloreado electrónico de films rodados en blanco y negro, visto desde la perspectiva de la lucha que suele enfrentar al espíritu creador contra el manipulador y que, ante todo, pretende ser un manifiesto en defensa de los derechos morales del autor cinematográfico sobre su obra frente a las manipulaciones a las que "obliga" el medio audiovisual.

## Participantes
- Woody Allen
- Marco Bellocchio
- Jack Cardiff
- Henning Carlsen
- Manuel De Sica
- Stanley Donen
- Richard Fleischer
- Milos Forman
- Luis García Berlanga
- Adoor Gopalakrishnan
- Robert Ellis Miller
- Giuliano Montaldo
- Maurizio Nichetti
- José María Nunes
- Arthur Penn
- Sydney Pollack
- Elliot Silverstein
- Vilgot Sjöman
- Liv Ullmann
- Daniel Medrán

## Premios
- Premio Goya a la mejor película documental en el año 2006.[2]